# 박준홍 (정치인)
박준홍(朴埈弘, 1947년 1월 26일~)은 대한민국의 별정직공무원을 지낸 대학 교수이다.

## 이력
박정희 前 대통령의 친형인 박상희의 유복자이자 유일한 아들이다. 큰누나인 박영옥 여사의 남편이 김종필 총재이다. 미국 조지 워싱턴 대학교 대학원에서 국제정치학(중국문제전공)을 수료하고 돌아와 국토통일원에서 2급 연구관을 지내며 통일문제를 연구하였고 제1무임소 장관실 정무조정실장(1급 차관보)를 역임하였다.
대한축구협회 회장(1978-9)을 맡아서 각종 국제대회에서 한번도 패한적이 없는 무패의 한국축구를 만들며 차범근 선수를 서독에 보내 세계축구 열강들의 기술을 전수케 하는 등 한국축구가 아시아를 벗어나 세계적인 강국이 되는 발판을 마련하였다. 한국이 개발도상국가에 원조를 제공하는 첫 창립 기구인 한국 국제협력단(KOICA)에서 초대 상임고문을 맡아 외국에 원조를 제공하는 일을 책임지었다.
박정희 대통령의 자연보호 운동을 계승하기 위해 녹색회를 창설해서 전국적으로 자연보호운동을 전개하고 있으며 도시의 친 환경적인 개발을 연구하기 위해 녹색개발연구원을 운영하고 있으며 한양대학교 석좌교수, 최근 구리시의 월드디자인시티(GWDC)추진위원회의 상임고문도 맡고 있다.
사회단체로 516 민족상 이사, 자유민주 실천연합, 미주 새근성회, 민족중흥 포럼, 녹색문화예술 세계연맹등에 총재를 역임하고있다.

## 정치 활동
제13대 국회의원 선거에서 사촌과 붙었으나 낙선했다.
자유민주연합(자민련)에서 대구 경북지부장,당무위원을 역임하였고 제17대 국회의원 선거에서 구미 갑에 출마하였으나 낙선하였다. 대한축구협회 회장, 녹색회 회장, 민족통일촉진회 총재 등을 역임했다.
2004년 3월 서울시 마포구 한 건물 지하주차장에서 인쇄회로 키판 제조회사 대표에게 "대기업에 제품을 납품할 수있도록 알선해 주겠다"고 속여 현금 3억원을 받은 혐의로 구속되기도 했다
박준홍은 고건의 지지 세력을 모태로 창당한 선진한국당을 인수한 뒤에 친박연합을 만들었다.
한편 친박연합 비례대표 지방의원 공천과정에서 공천헌금을 받았다는 의혹을 받아 당사가 압수수색을 받았으며,구속영장이 청구되어, 결국 구속되었다. 10월 1일 구속 기소되었다. 2010년11월12일 징역3년 추징금 3천만원형이 구형되었다. 2010년11월26일 서울서부지방법원 제11형사부(김현미 부장판사)는 박준홍 대표에게 징역2년, 추징금 3천만원의 실형을 선고했다. 2011년 5월 13일 대법원에서 항소가 기각되어 징역2년 추징금 3천만원의 형이 최종 확정됐다. 2012년 초 가석방되었다
이후 2021년 홍준표를 지지해 국민의힘에 참여했다.

## 학력
- 경상북도 대구 계성고등학교 졸업
- 경희대학교 정치외교학과 학사
- 미국 조지 워싱턴 대학교 대학원 정치학 석사 수료
- 동국대학교 대학원 정치학 석사
- 한양대학교 대학원 정치학 박사과정 수료

## 역대 선거 결과
|  | 42.00% |

|  | 27.71% |

|  | 2.39% |